# Retablo con Cristo, san Juan Bautista y santa Margarita
El Retablo con Cristo, san Juan Bautista y santa Margarita es una escultura en relieve del año 1434, realizada en mármol de Carrara por el artista italiano Andrea da Giona. Se conserva en la colección The Cloisters que forma parte del Museo Metropolitano de Arte en la ciudad de Nueva York.

## Historia y descripción
Fue encargada su realización por los Caballeros de Malta, una orden militar i religiosa fundada para ayudar a los peregrinos que viajaban a Tierra Santa en el siglo XI. Más tarde fue un cuerpo armado que adquirió gran fama por los hechos bélicos en los que participó.
La talla es de finales del gótico internacional, como se puede apreciar en la ejecución de los pliegues de las vestiduras, los ornamentos exuberantes, y los tipos de los rostros muy idealizados de los principales personajes representados.
Cristo en Majestad está situado en el centro, rodeado por la mandorla con ángeles tocando instrumentos musicales, los símbolos de los cuatro evangelistas se colocan en cada esquina. En los paneles laterales, en la parte superior, se encuentra la representación de la Anunciación con la Virgen María (a la derecha del espectador) y el ángel Gabriel (a la izquierda del espectador). Debajo de ellos están santa Margarita y san Juan Bautista. Una inscripción por debajo del panel central indica: "HOC OPUS FECIT MAGISTER AND[R]EAS DA GIONA MCCCCXXXIIII" («Este trabajo fue hecho por el Maestro Andrea de Giona 1434»).

## Detalles escultóricos

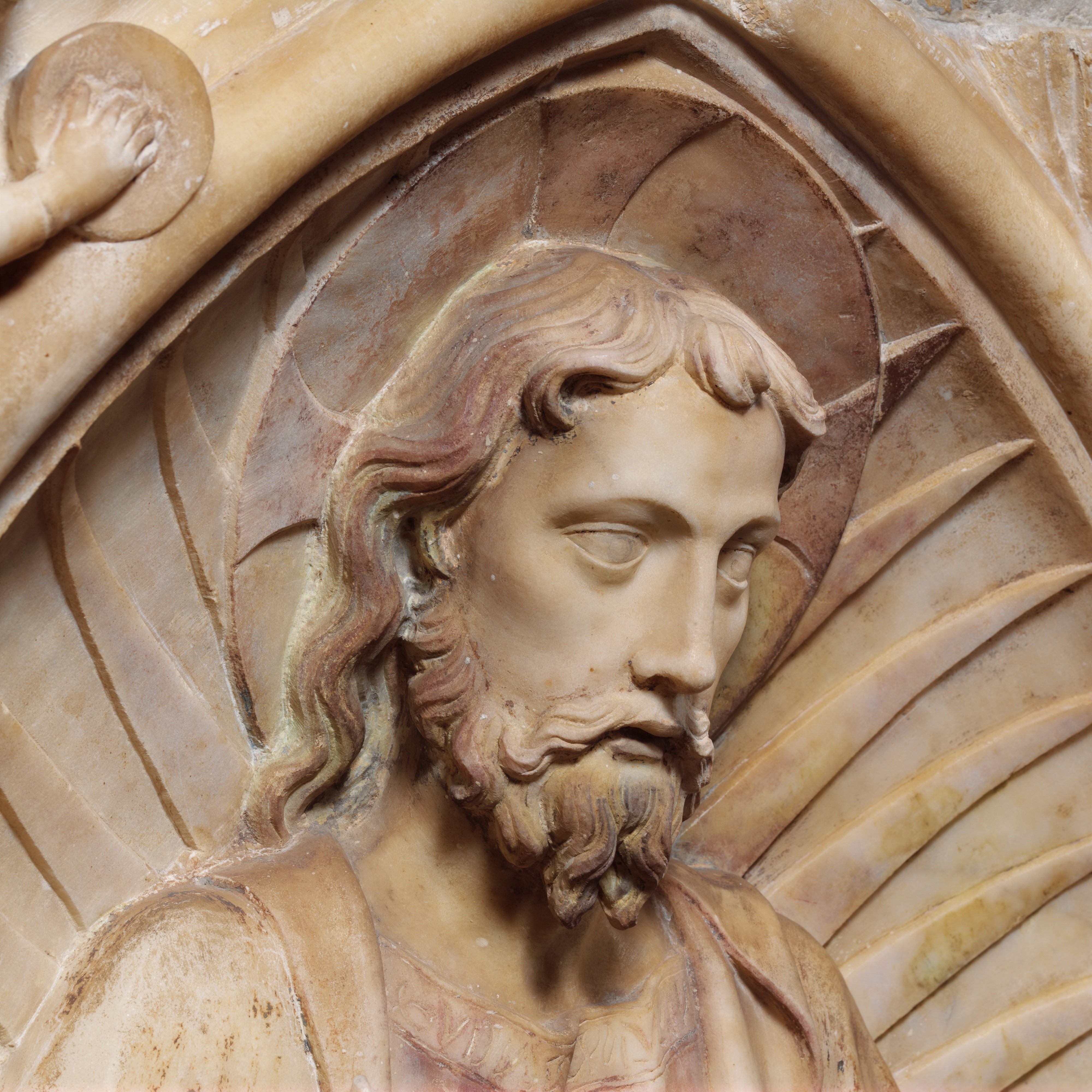
Detalle de la escultura de Cristo
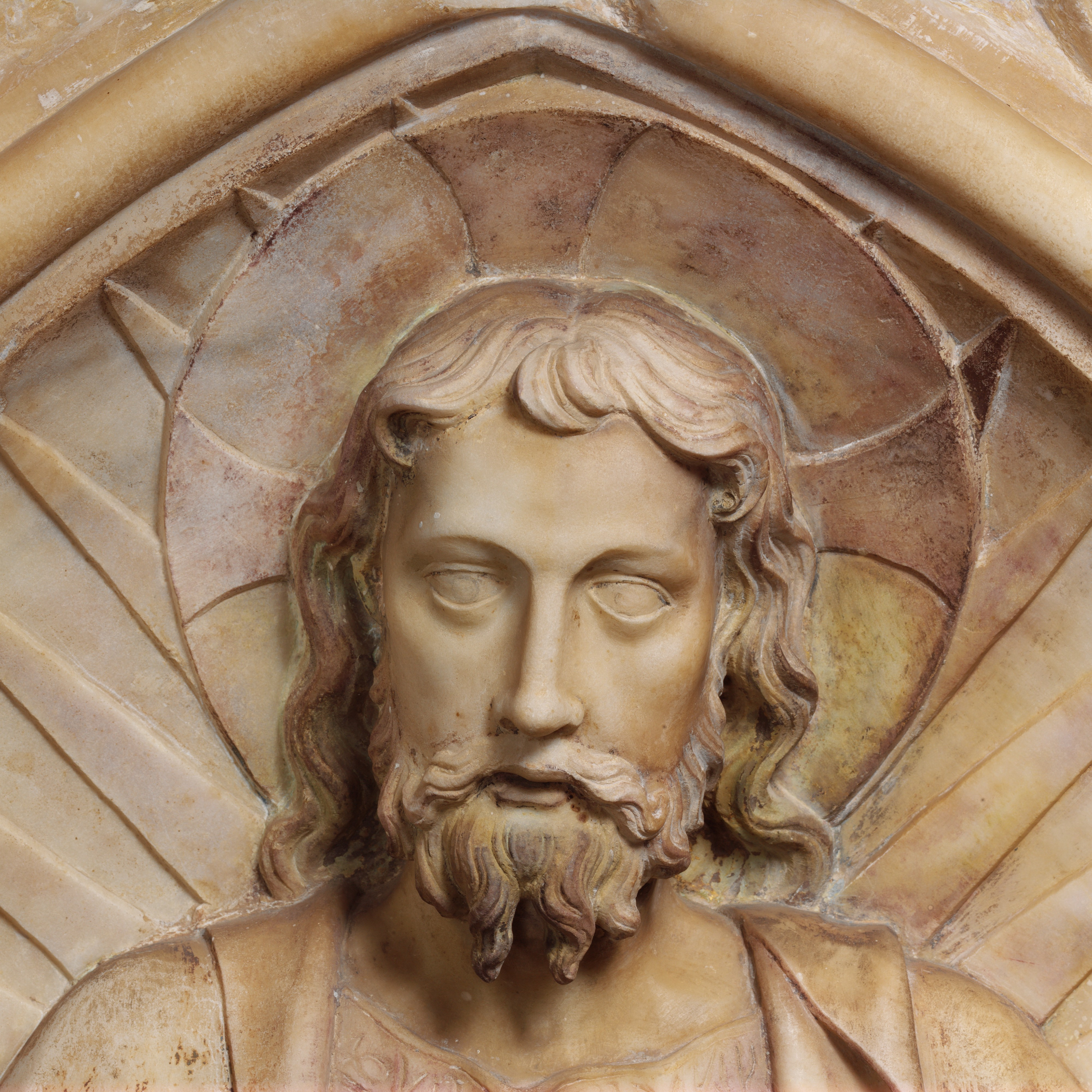
Detalle de la escultura de Cristo
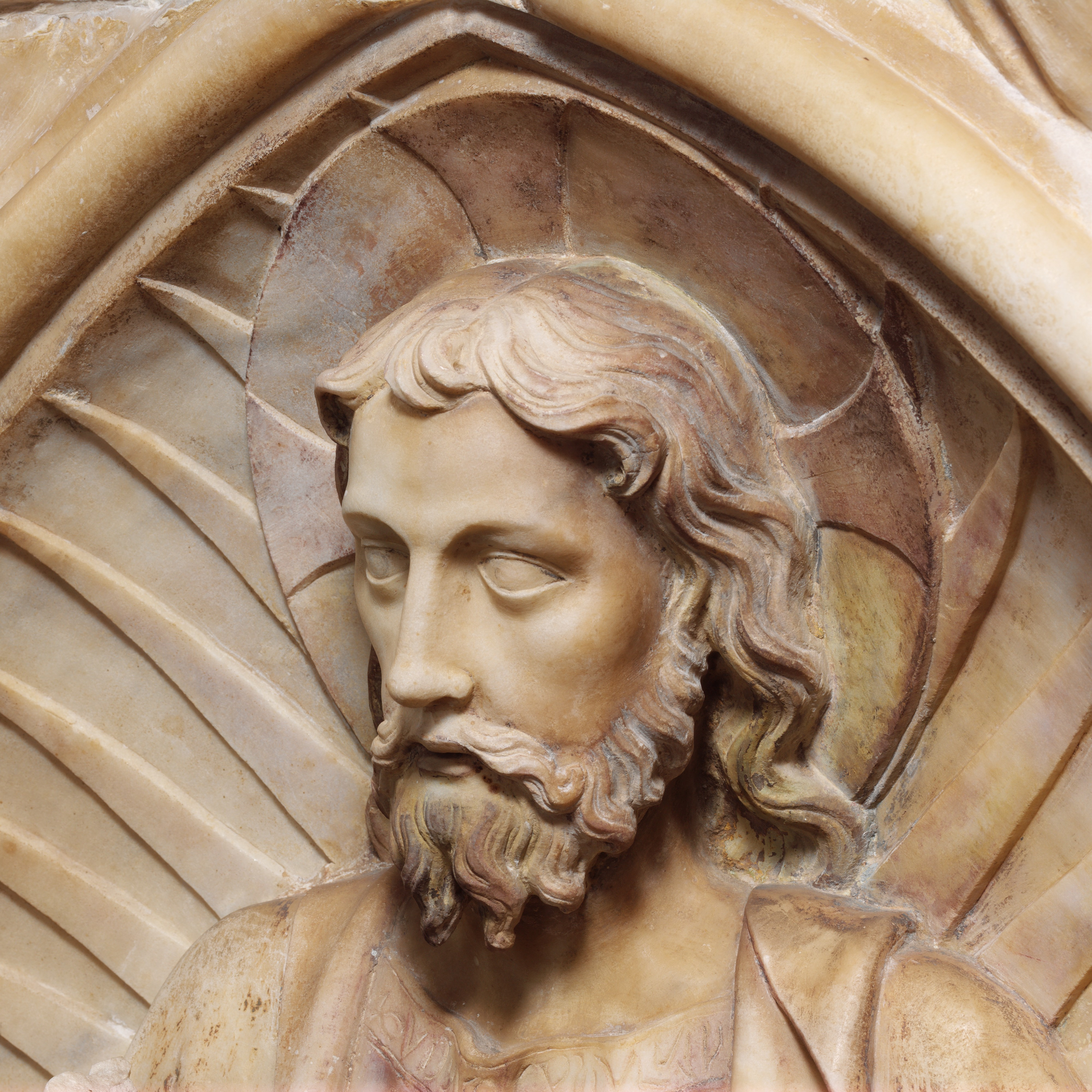
Detalle de la escultura de Cristo

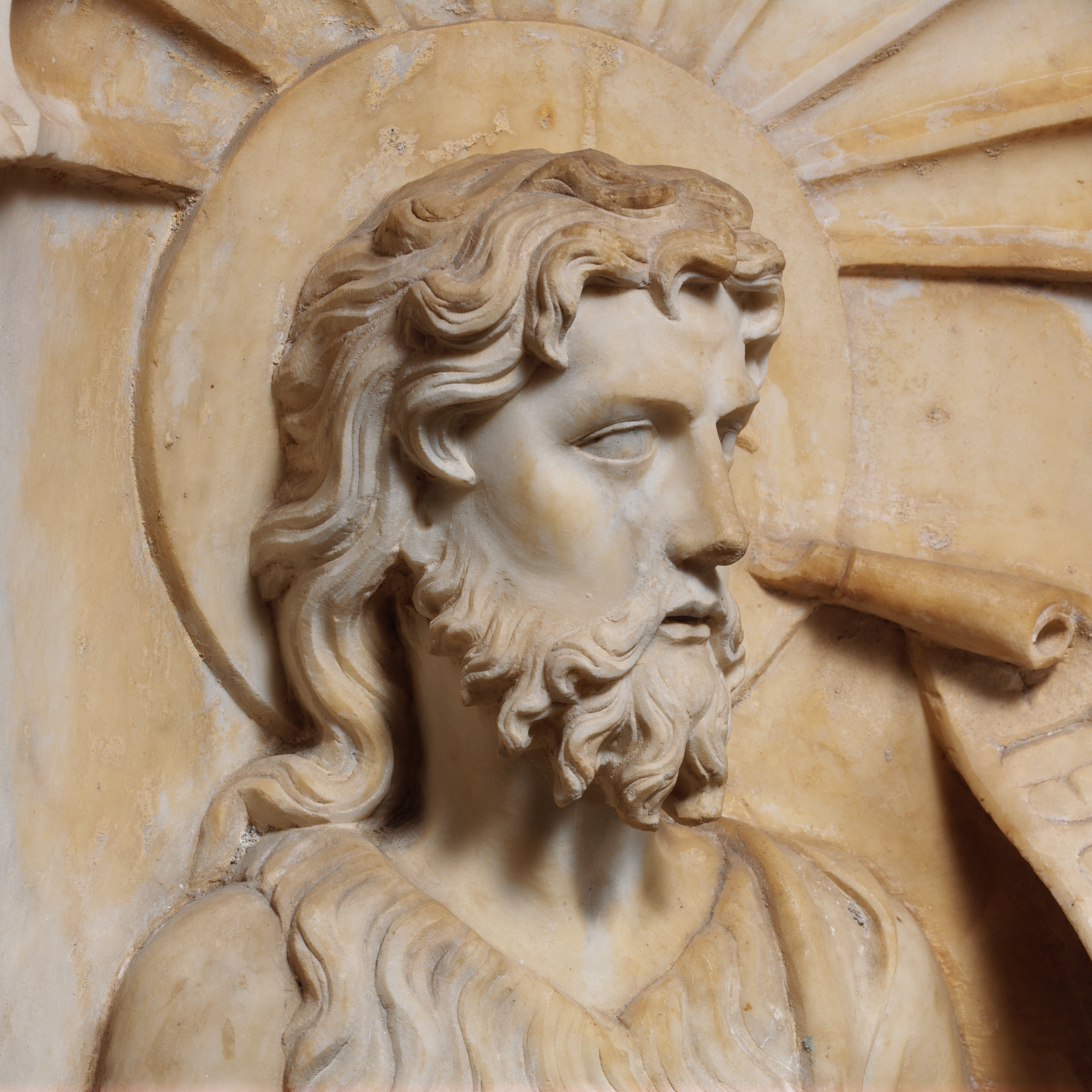
Detalle de la escultura de san Juan el Bautista
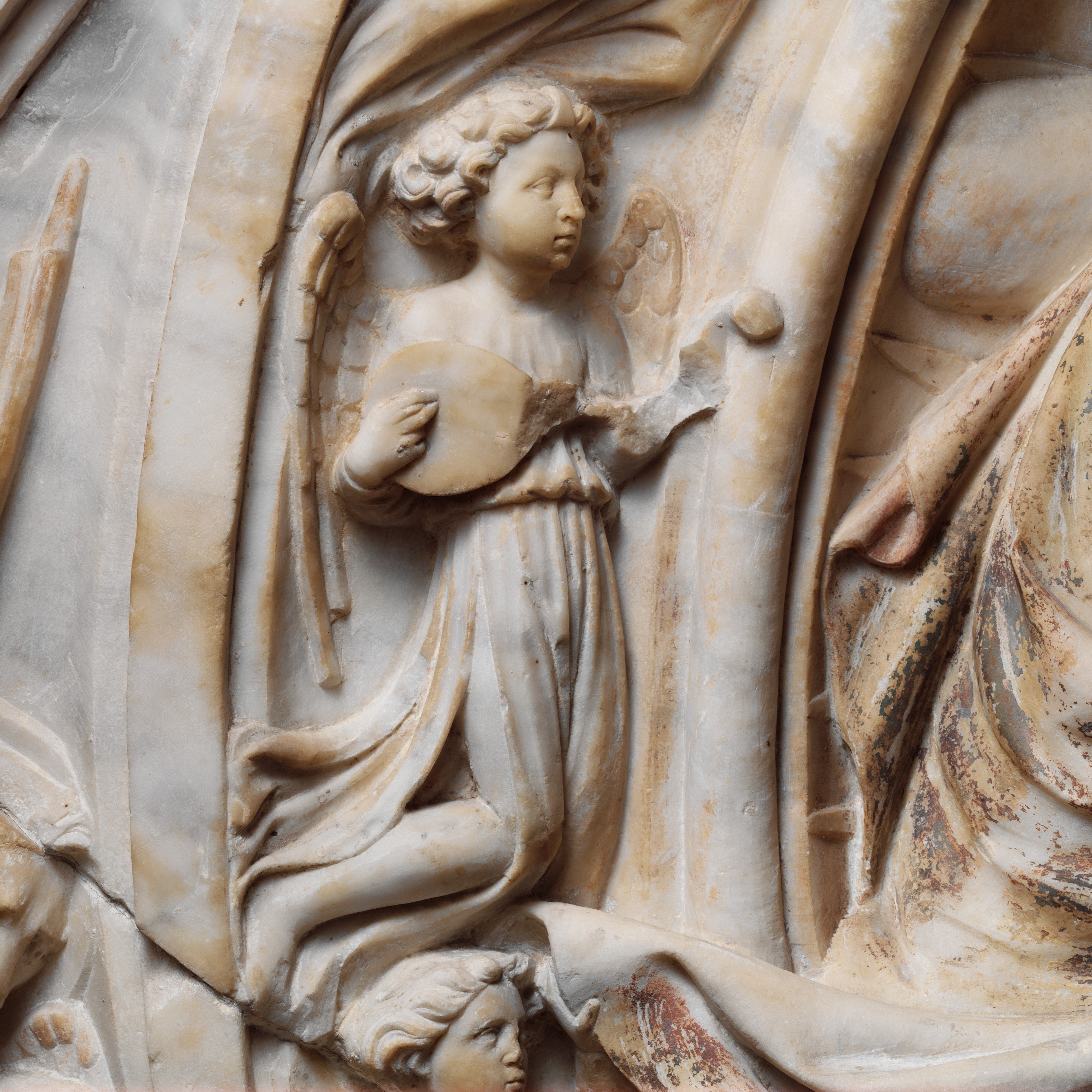
Detalle de la escultura de un ángel músico
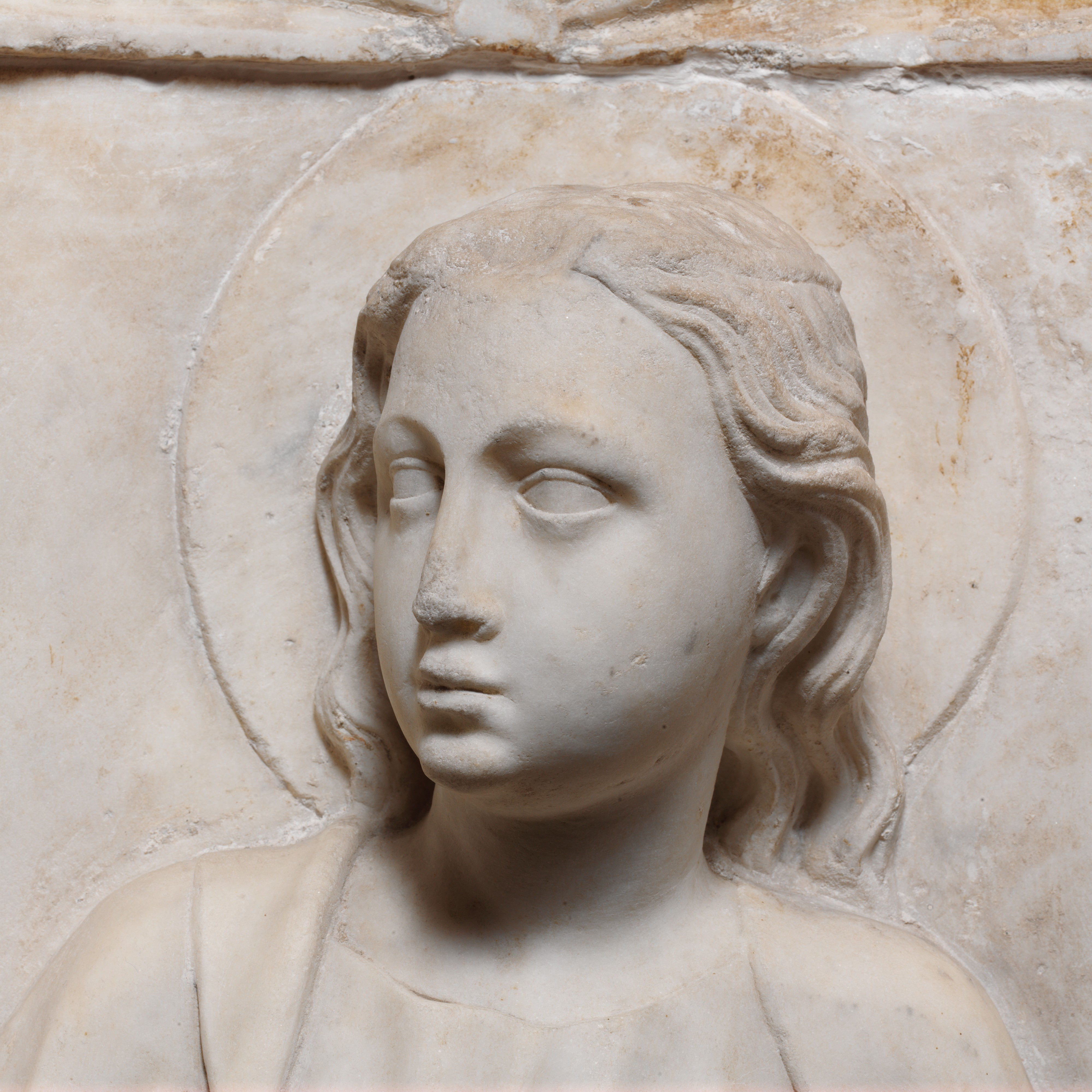
Detalle de la escultura de santa Margarita